# Homosexualität in der Republik Moldau

Geografische Lage der Republik Moldau

Homosexualität ist in der Republik Moldau zwar legal, aber innerhalb Europas gehört Moldau bezüglich seiner Haltung zur Homosexualität zu den restriktiveren Ländern.

## Legalität
Homosexuelle Handlungen sind in Moldau seit 1995 legal. Das Schutzalter liegt einheitlich bei 14 Jahren. Im Mai 2012 verabschiedete das Parlament nach europäischen Vorgaben ein Antidiskriminierungsgesetz zum Schutz der sexuellen Orientierung im Arbeitsrecht und Bildungsbereich, das zum 1. Januar 2013 in Kraft trat.
Nachdem lokale Stadträte in einigen Städten Moldaus bereits seit 2010 kommunale Bestimmungen, die eine Werbung für Homosexualität verbieten, erlassen hatten verabschiedete im Juli 2013 das Parlament Moldaus ein Gesetz, welches die Verbreitung von Informationen untersagt, „die für Prostitution, Pädophilie, Pornografie oder jegliche andere Beziehung außerhalb von Ehe und Familie wirbt“. Die Bestimmung orientiert sich an einem kurz vorher in Russland verabschiedeten Gesetz.
Im Oktober 2013 wurde dieses Gesetz im Parlament Moldaus wieder aufgehoben, weil die moldauische Regierung ein EU-Assoziationsabkommen anstrebt.
Das Antidiskriminierungsgesetz wird auch strafrechtlich durchgesetzt. Im Juni 2014 wurde Nicolae Vladimirovici Mihăescu, moldauisch-orthodoxer Bischof der Eparchie Bălți und Fălești, wegen schwulenfeindlicher Äußerungen im Jahr 2012 zu einer Geldstrafe von 10.000 Lei verurteilt. Ferner wurden ihm die Zahlung der Verfahrungskosten in Höhe von 12.000 Lei und eine öffentliche Entschuldigung auferlegt. Mihăescu, der den Bischofsnamen Marchel führt, hatte behauptet, 92 % aller Homosexuellen seien HIV-Patienten und erklärt, er wolle sie nicht auf der Straße sehen.

## Anerkennung gleichgeschlechtlicher Paare
In Moldau ist weder eine gleichgeschlechtliche Ehe noch eine Eingetragene Partnerschaft gesetzlich zugelassen. Eine gesetzliche Anerkennung gleichgeschlechtlicher Paare steht von staatlicher Seite bisher aus.

## Gesellschaftliche Situation
Eine kleine homosexuelle Gemeinschaft findet sich in der Hauptstadt Chișinău. Die LGBT-Organisation GenderDoc-M setzt sich für die Rechte homosexueller Menschen in Moldau ein. 2008 kam es bei einem CSD zu gewalttätigen Handlungen gegenüber Teilnehmern der Demonstration.